# 午後正午
午後正午（ごごしょうご、GogoShogo）は日本の監督、脚本家、映像クリエイター、YouTuber。
名前は筆名。「午後正午」という本来あり得ないワードをあえて使うことで、常識を打ち破ってきた先人への敬意と、クリエイターとして創り出す意味を込めている。

## 概要
動画の制作、監督、脚本家、著作家、YouTuberとして活動している。YouTubeは複数のチャンネルを運用し、各チャンネルの合計登録者数は90万人を超える。
2021年12月2日に「宇宙一わかる、宇宙のはなし　むずかしい数式なしで最新の天文学」（日本科学情報・著　渡部潤一・監修）を発売。kindle版、オーディブル版（松田 裕市・ナレーション)もある。2023年11月には韓国で翻訳版が発売になっている。
優れた科学技術映像を選奨することを目的とした第63回科学技術映像祭では、JST GogoShogoの作品、「絶景！合計 30GB 以上の３D データで太陽系を見てみる」が特別奨励賞となり、
第65回科学技術映像祭では、JST GogoShogoの作品、「なぜ水星へ行くのは最も難しいのか？全惑星へのアクセス時間比較」が科学技術館館長賞となっている。
2025年2月より上映された、株式会社ベネッセコーポレーションが運営するプラネタリウム「ベネッセスタードーム」のリニューアル記念新番組「COSMIC CRUISE 大宇宙と私たち」のディレクター・シナリオライティングを担当。

## 書籍
- 『宇宙一わかる、宇宙のはなし』 (監修:渡部潤一)（2021/12/2、KADOKAWA、ISBN 4774106631）